# Dom przy pl. Wolności 1 w Tworogu
Dom przy pl. Wolności 1 w Tworogu – drewniany dom (dawny przytułek) z 1826 lub 1827 roku w Tworogu w powiecie tarnogórskim, wpisany do rejestru zabytków nieruchomych województwa śląskiego.

## Historia
Budynek ufundował książę Adolf zu Hohenlohe-Ingelfingen, który nabył Twóróg w 1826 roku; według podania miał to uczynić po polowaniu, na którym spotkał jelenia mówiącego ludzkim głosem, który napomniał go, by zaczął czynić dobro, zamiast dokuczać ludziom i zabijać zwierzęta. Powstały jeszcze cztery podobne budynki w Boronowie, Koszęcinie (popadł w ruinę), Lubszy i Woźnikach. Budynki te nazywano po śląsku „szpitolem”, tj. przytułkiem, gdyż budynek służył jako przytułek dla ubogich. Dom wzniesiono w 1826 lub 1827 roku.
28 maja 1966 roku budynek został wpisany do rejestru zabytków nieruchomych województwa katowickiego (nr rej. 667/66; obecnie A/1362/24). Na początku XXI wieku w obiekcie znajdował się sklep Papirus, oferował artykuły biurowe.

## Architektura
Budynek parterowy, został postawiony na rzucie prostokąta o wymiarach około 10 × 20 m przy dzisiejszym placu Wolności, w pobliżu kościoła parafialnego w Tworogu. Budynek wzniesiono z drewna, ściany zostały potynkowane, dach pokrywa gont. Nad jednym z wejść znajduje się tablica z dwuwersową inskrypcją (chronostych) w języku łacińskim: „Me tVnC ADoLphVs PrInCeps ab HohenLohe strVXIt, / Pauperibus sacrans: Rex quia convaluit.” (pol. Wtedy mnie zbudował Adolf książę Hohenlohe poświęcając biednym: ponieważ król wyzdrowiał.); wybrane litery wyróżnione kapitalikami w pierwszym wersie potraktowane jako liczby zapisane w systemie rzymskim po zsumowaniu dają datę powstania budynku:  M+V+C+D+L+I+L+V+I+C+L+V+X = 1826 (lub jeśli uwzględnić I w wyrazie strVXIt: 1827).
Wewnątrz znajduje się sień na planie krzyża oraz pierwotnie cztery dwuizbowe mieszkania. Centralna kuchnia z zachowanym do dziś dymołapem znajdowała się w jednym z tychże mieszkań, rolę piwnicy spełniało zagłębienie w podłodze w jednym z pomieszczeń. Przy domu znajdowała się ogólnodostępna studnia.

## Galeria

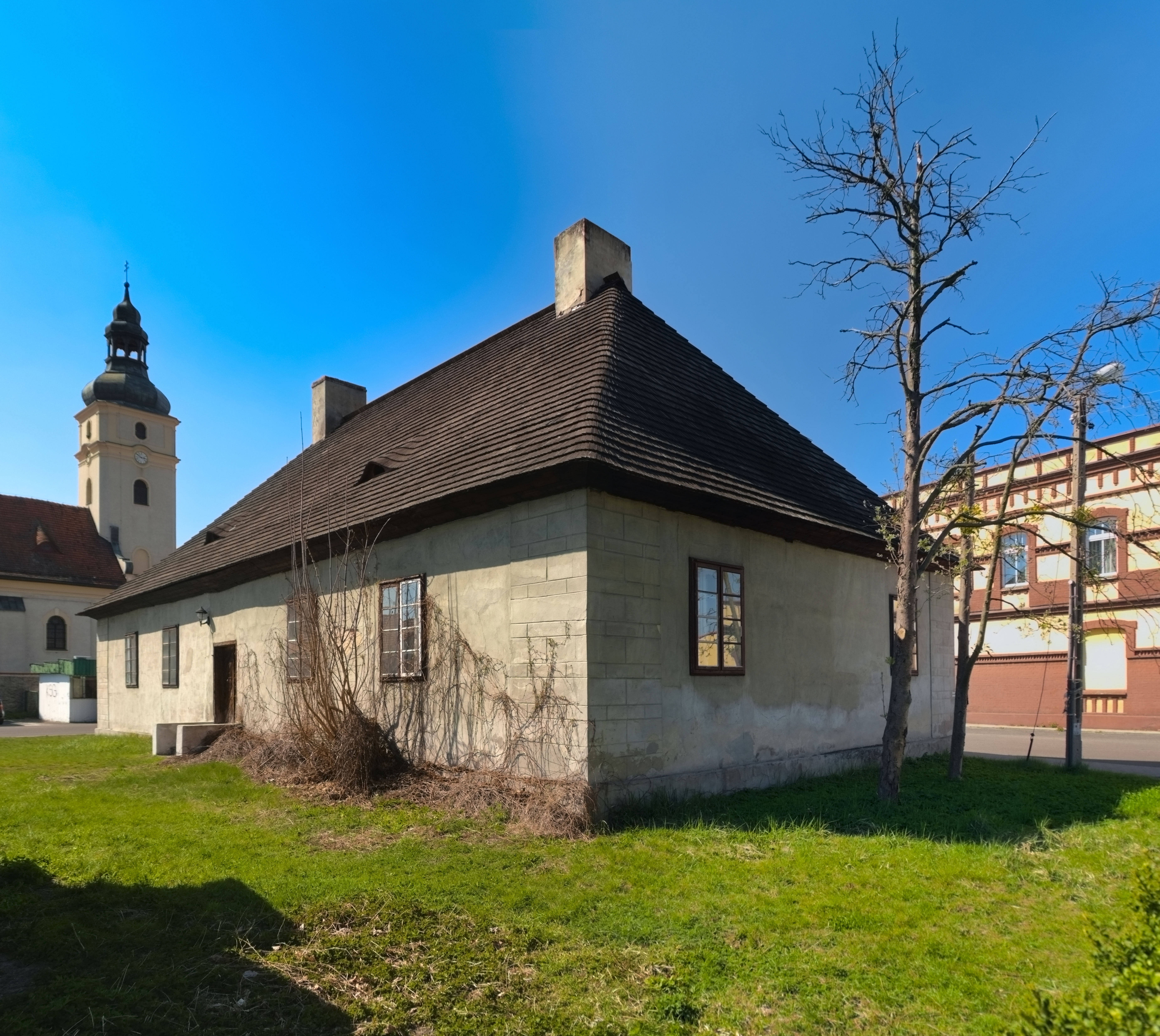
Widok z południowego wschodu (2019)
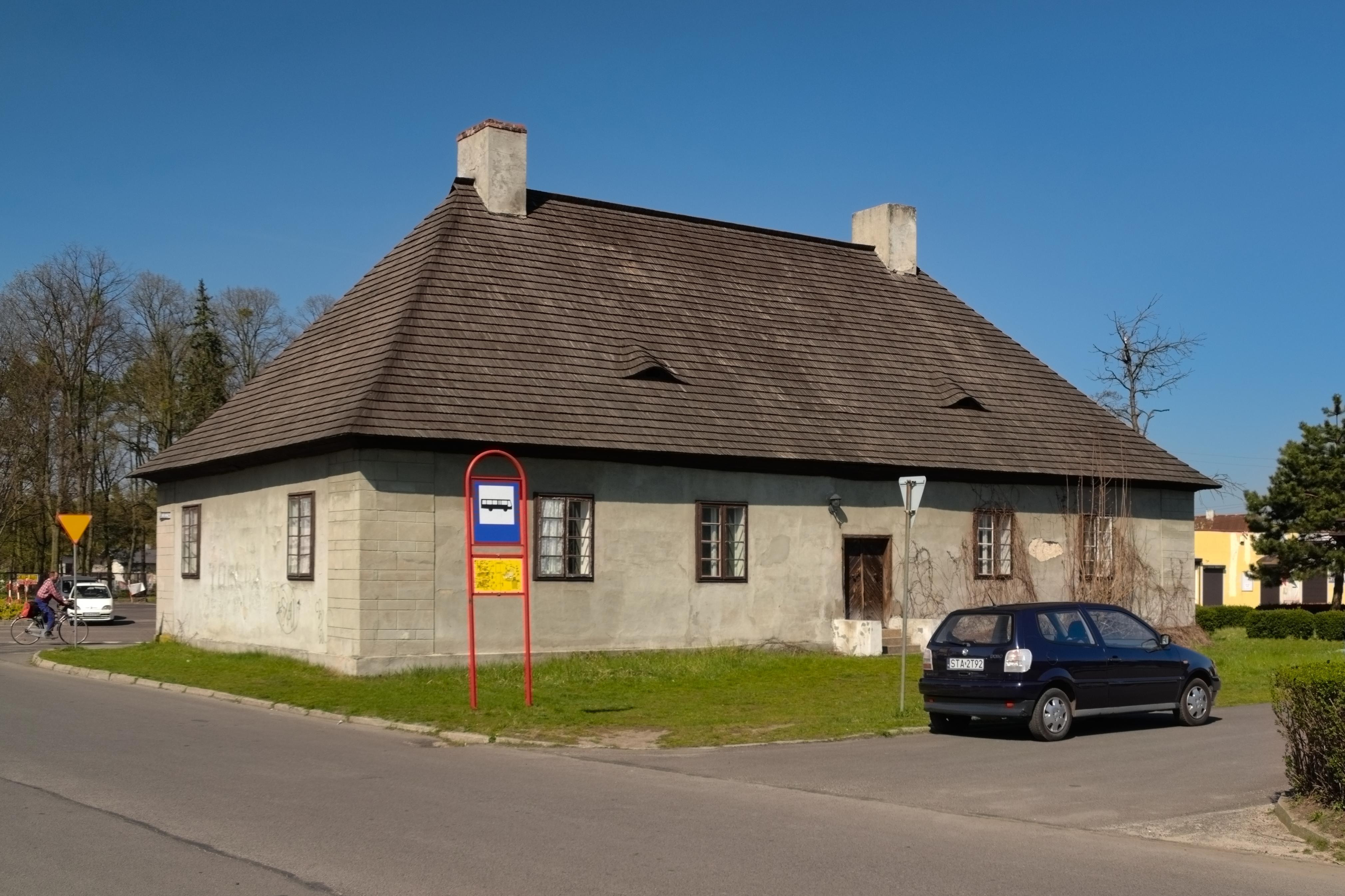
Widok z południowego zachodu (2019)
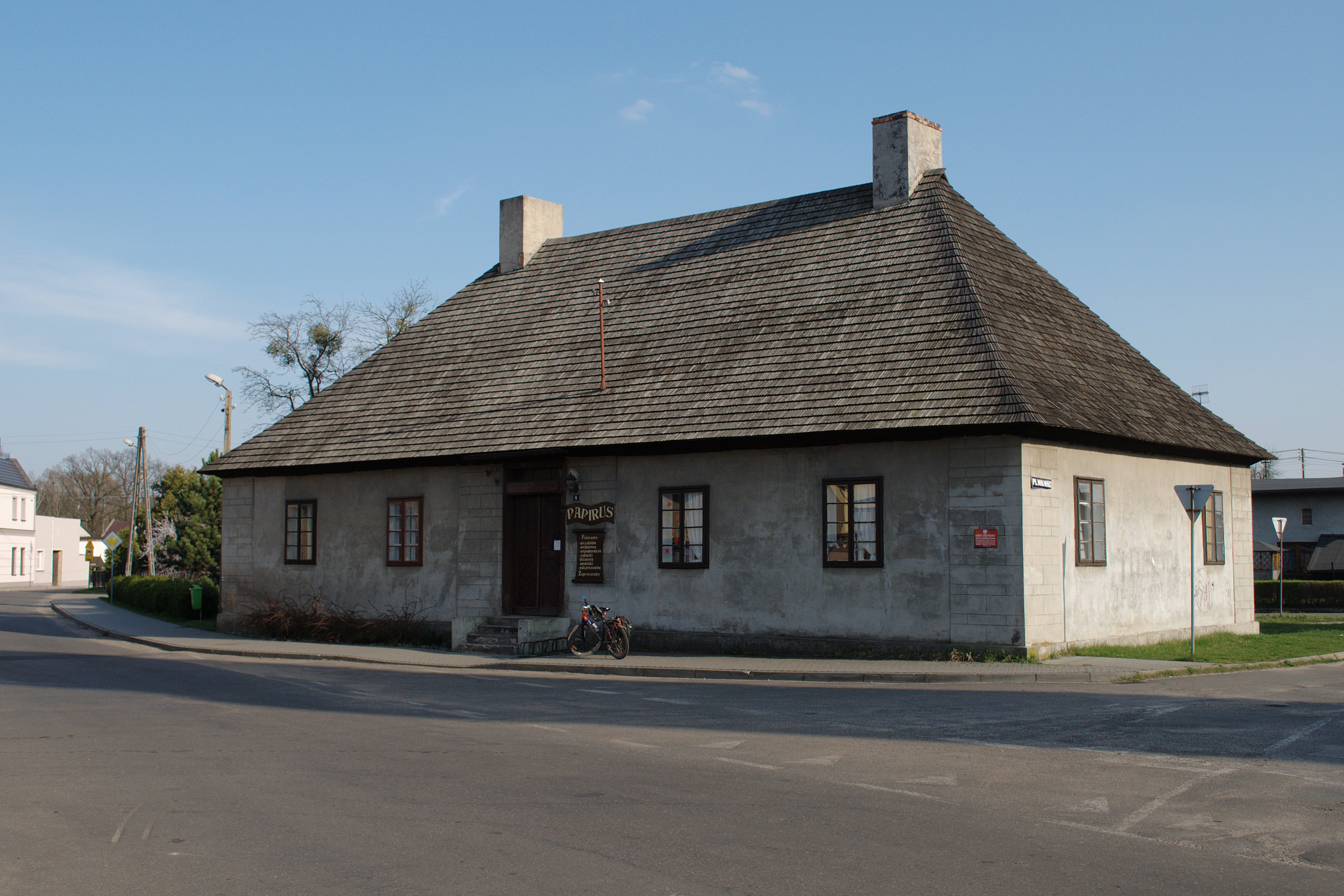
Widok z północnego zachodu (2014)
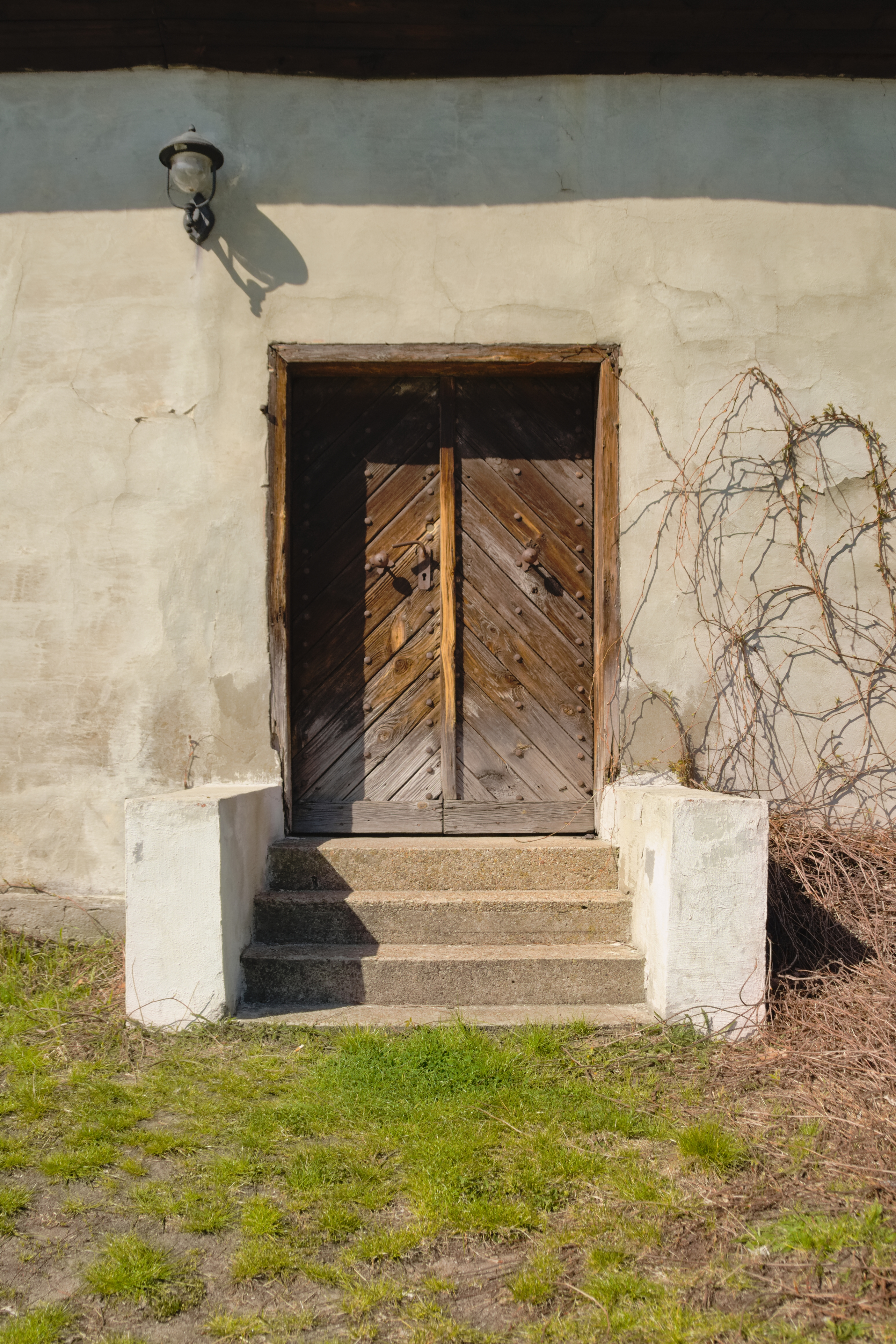
Drzwi od południa (2019)
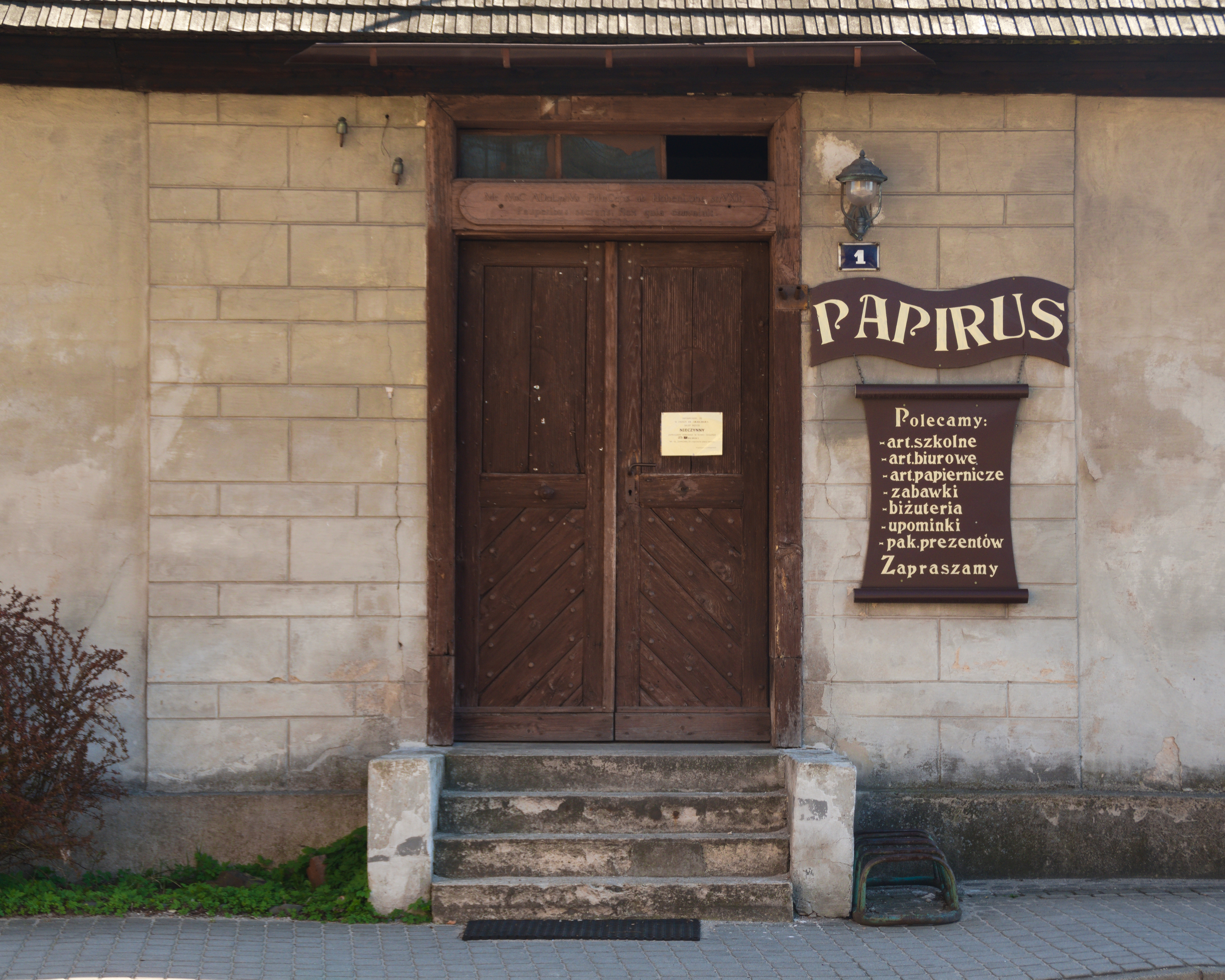
Drzwi od północy (2019)
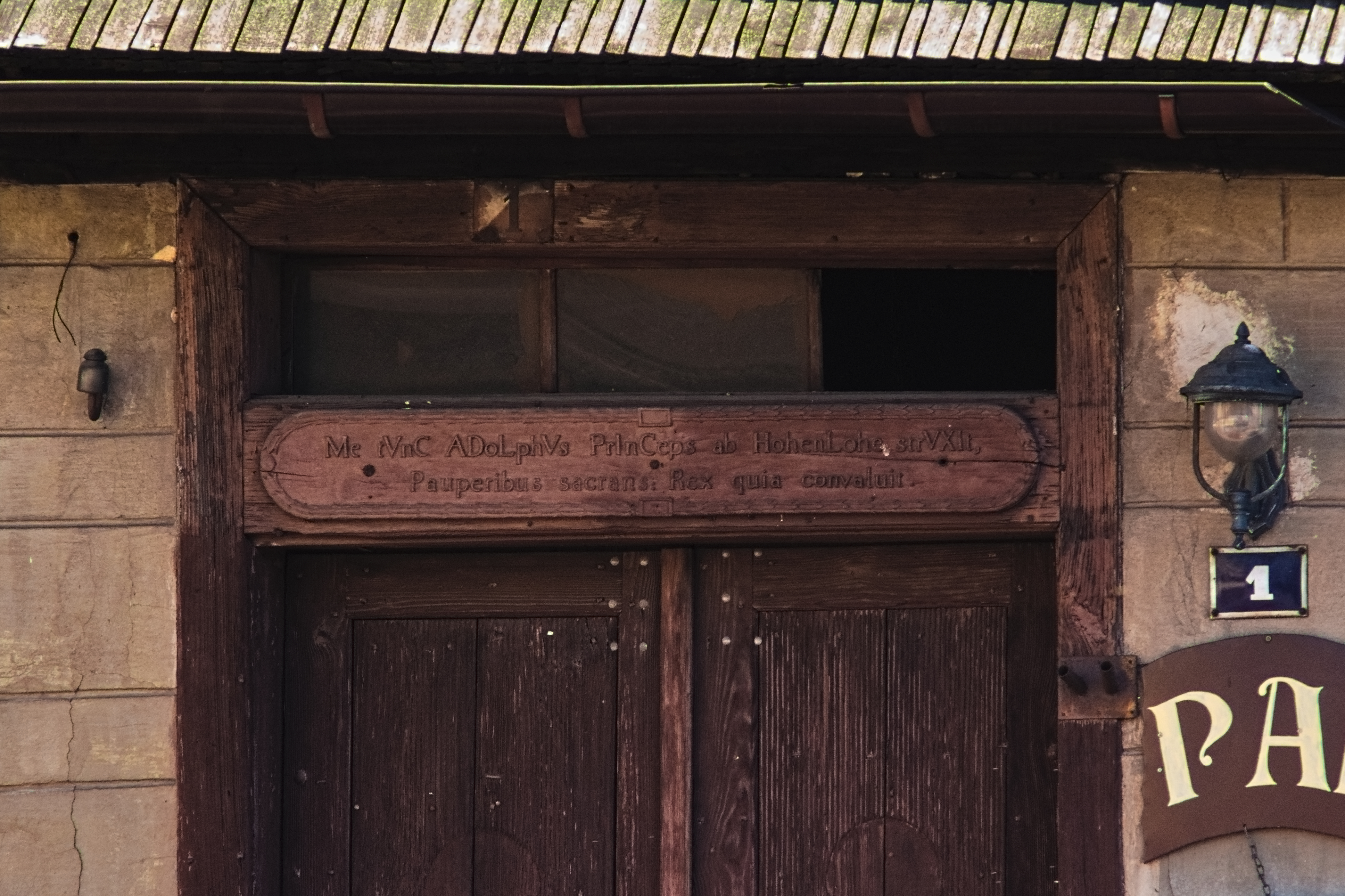
Inskrypcja na północnych drzwiach (2019)
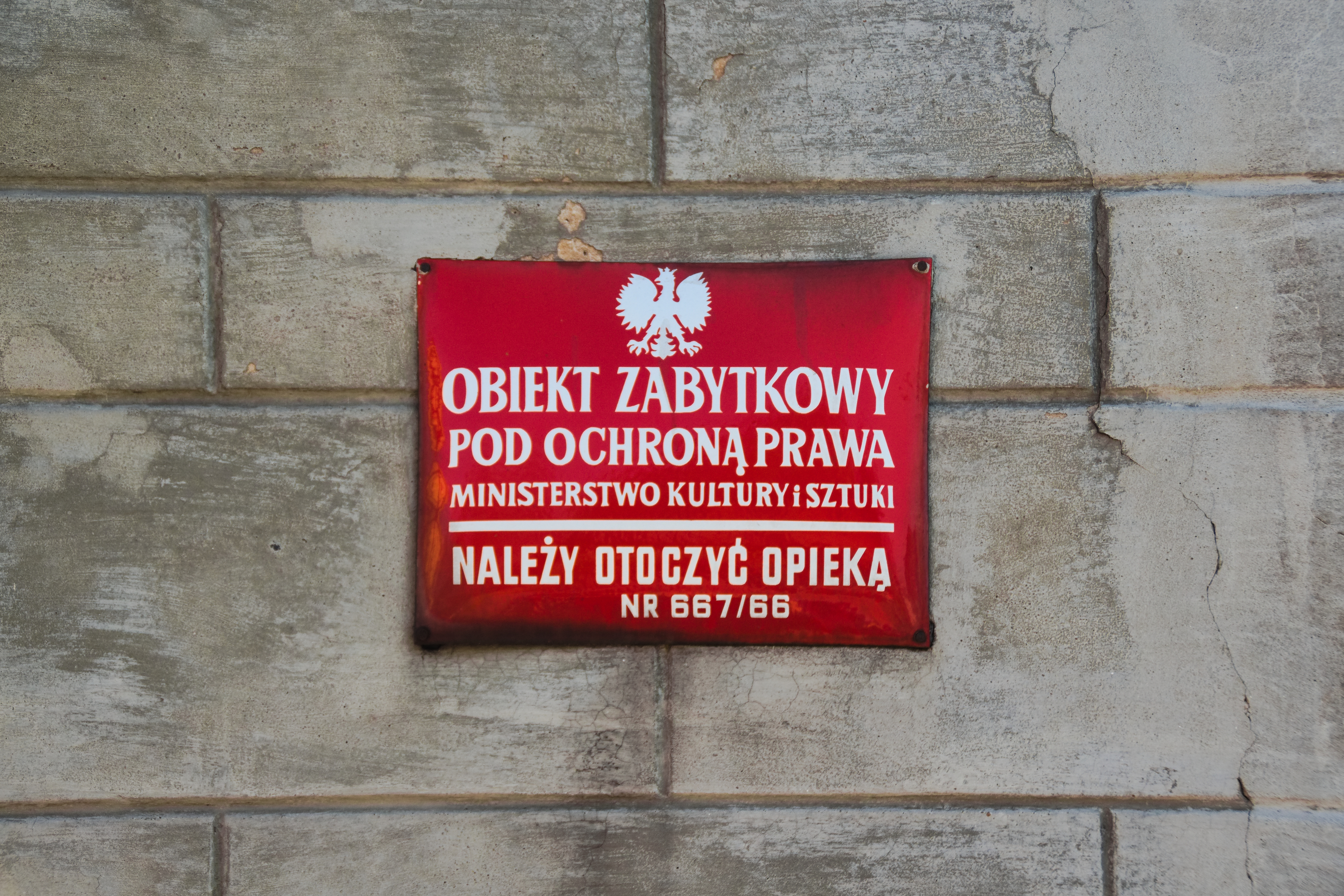
Tabliczka „Obiekt zabytkowy” na północnej elewacji (2019)